# 西莫利鯊目
西莫利鲨目（学名：Symmoriida/Symmoriiformes）是一目已灭绝的全头类，包含四个科。西莫利鲨目最早于1981年由Zangerl描述；1986年，伦德（Lund）在主观上将其归为戟齿鲨类（Cladodontida）的异名；梅西（Maisey）在2008年将其恢复为独立的西莫利鲨目。西莫利鲨目最早的化石记录可追溯至石炭纪早期，它们中的大多数在刚进入二叠纪时就灭绝了，不过杜依卡鲨属在南非存活到了亚丁斯克期至空谷期。然而，发现于法国和奥地利瓦兰吉安阶地层的牙齿表明，镰鳍鲨科的成员可能一直存活到早白垩世，但这些牙齿也被认为更有可能属于新鲨类。

## 化石分布
在蒙大拿州弗格斯县的贝尔古尔奇（Bear Gulch）、印第安纳州派克县贝瑟尔采石场、阿拉斯加州金索赞采石场、日本吉福县和俄罗斯联邦巴什科尔托斯坦发现了西莫利鲨目的化石证据。

## 描述
西莫利鲨目没有臀鳍，尾鳍分叉且外部对称，除可能属于本目的裂口鲨科外，西莫利鲨类的胸鳍基部都有形似鞭子的软骨附属物。西莫利鲨目只有一个缺少鳍棘的背鳍，位于腹鳍正上方，牙齿属于戟齿（cladodont）。西莫利鲨目的鳍脚发育良好，但与现代鲨鱼不同。

## 分类
戈托（Goto）等人于1988年将西莫利鲨目归入裂口鲨目，威廉姆斯则于1998年将西莫利鲨目归入板鳃亚纲，赛普考斯基（Sepkoski）和梅西分别于2002年和2008年将其直接归入软骨鱼纲下。
杜依卡鲨属的颅骨表明西莫利鲨目属于全头亚纲，因其大部分颅内解剖结构（包括骨迷路和脑空间配置）都与银鲛目相似。
本目包括以下科和属：
- †裂口鯊科 Cladoselachidae ?[8]
  - 裂口鲨属 Cladoselache
  - 马格里布鲨属 Maghriboselache
- †杜依卡鯊屬 Dwykaselachus [9]
- †神铁鲨属 Ferromirum Frey, Coates, Tietjen, Rücklin & Klug, 2020
  - Ferromirum oukherbouchi Frey, Coates, Tietjen, Rücklin & Klug, 2020
- †咽鲨属 Gutturensis Sequeira & Coates, 2000
- †考鎮鯊屬 Kawichthys Pradel, Tafforeau, Maisey & Janvier, 2011
  - Kawichthys moodiei Pradel, Tafforeau, Maisey & Janvier, 2011
- †西莫利鲨科 Symmoriidae 
  - 针齿鲨属 Cobelodus
  - 德纳鲨属 Denaea Pruvost, 1922
  - Orestiacanthus Lund, 1984
  - 四齿鲨属 Petrodus
  - 西莫利鲨属 Symmorium
- †镰鳍鲨科 Falcatidae 
  - Cosmoselachus
    - Cosmoselachus mehlingi Bronson, Pradel, Denton & Maisey, 2024[10]

  - 镰鳍鲨属 Falcatus
  - †?奥扎克鲨属 Ozarcus
  - †属 Stethacanthulus 
  - †?白垩拟裂齿鲨属 Cretacladoides（可能的早白垩世西莫利鲨类）
- †胸脊鲨科 Stethacanthidae 
  - 砧形背鲨属 Akmonistion
  - 达摩克利斯鲨属 Damocles
  -  胸脊鲨属 Stethacanthus

## 画廊
- 费勒裂口鲨Cladoselache fyleri
- 肾形西莫利鲨 Symmorium reniforme
- 镰鳍镰鳍鲨 Falcatus falcatus
- 阿爾套胸脊鯊（S. altonensis）
- 欧赫布赫铁错鲨 Ferromirum oukherbouchi
- 长身胸棘鲨 Stethacanthus productus
- 赞氏砧形背鲨 Akmonistion zangerli
- 摩氏马格里布鲨 Maghriboselache mohamezanei